# Troy Bigam
Troy Bigam (* 17. November 1975 in Kelowna, British Columbia) ist ein ehemaliger deutsch-kanadischer Eishockeyspieler, der vor allem in der 2. Bundesliga und Oberliga aktiv war.

## Karriere
Seit 1999 spielt Troy Bigam in Deutschland Eishockey und begann dabei in der Regionalliga Nordrhein-Westfalen, wo er zunächst für den EHC Solingen und Hamm auf das Eis ging. Danach folgten mehrere Jahre beim Neusser EV, wo er stets zu den Topscorern der Liga gehörte. Zur Saison 2004/05 ging er in die Oberliga zum ERC Hassfurt, wechselte aber aufgrund der Insolvenz der Sharks nach 15 Spielen zum Höchstädter EC. In der folgenden Saison spielte er zunächst für die Bayreuth Tigers, die allerdings in der Mitte der Spielzeit Insolvenz anmelden mussten. Der EC Bad Tölz bediente sich aus der Konkursmasse und verpflichtete Bigam, der in den Play-Downs zum Topscorer für die Tölzer avancierte, den Abstieg aber nicht verhindern konnte.
Aufgrund der gezeigten Leistungen verpflichtete ihn Jan Tábor, der Manager der Dresdner Eislöwen, für die Saison 2006/07. Troy Bigam spielte bei den Eislöwen meist mit Petr Míka und David Musial in einer Reihe. Im Januar 2007 bat Bigam um Auflösung seines Vertrages, um nach Bietigheim zu wechseln, wo er sich mehr Eiszeit erhoffte – allerdings war er bei den Steelers meist nur Ergänzungsspieler oder wurde gar nicht eingesetzt. Für die Saison 2007/08 erhielt Bigam einen Vertrag Beim SC Riessersee, wo er in seinem ersten Pflichtspiel (1. Runde DEB-Pokal, 1:4 gegen Krefeld Pinguine) bereits seinen ersten Treffer für die Garmisch-Partenkirchener erzielte. Beim SC Riessersee blieb er insgesamt drei Jahre. Die Saison 2010/11 begann er beim Oberligisten Rote Teufel Bad Nauheim, verließ diesen jedoch bereits nach nur einem absolvierten Spiel und verbrachte die gesamte restliche Spielzeit beim Ligarivalen EV Landsberg.
Zur Saison 2011/12 wechselte Bigam innerhalb der Oberliga zu den Saale Bulls Halle, für die er bis 2016 aktiv war. Mach zwei weiteren Saisons für die EV Lindau Islanders beendete er 2018 seine Karriere.

## Karrierestatistik
(Legende zur Spielerstatistik: Sp oder GP = absolvierte Spiele; T oder G = erzielte Tore; V oder A = erzielte Assists; Pkt oder Pts = erzielte Scorerpunkte; SM oder PIM = erhaltene Strafminuten; +/− = Plus/Minus-Bilanz; PP = erzielte Überzahltore; SH = erzielte Unterzahltore; GW = erzielte Siegtore; 1 Play-downs/Relegation; Kursiv: Statistik nicht vollständig)